# Michael Cuesta
Michael Cuesta (nascut el 8 de juliol de 1963) és un director de cinema i televisió estatunidenc, conegut sobretot per les seves pel·lícules independents, especialment per haver coescrit i dirigit la pel·lícula de 2001, L.I.E. Ha dirigit i produït sèries de televisió com  Six Feet Under, Dexter, Blue Bloods i Homeland.

## Vida i carrera
Cuesta va néixer a la ciutat de Nova York. Va rebre un BFA en fotografia a l'Escola d'Arts Visuals el 1985. Cuesta va coescriure (amb Stephen Ryder i Gerald Cuesta) i va dirigir la pel·lícula independent de 2001,  LIE  protagonitzada per Paul Dano, Brian Cox, Billy Kay i Bruce Altman. L.I.E. va rebre l'aclamació de la crítica i dos Premis Independent Spirit al Festival de Cinema de Sundance.
La seva pel·lícula L.I.E. el va portar a convertir-se en director habitual de la sèrie original de HBO, Six Feet Under, que es va emetre del 2001 al 2005. Segons el productor executiu Alan Poul, "Durant la segona temporada, havíem contractat un director per al quart episodi, però va caure una setmana abans de l'inici de la preproducció. Alan Ball i jo ens vam alarmar, però aquella nit vam anar a veure L.I.E, i va ser una revelació. L'endemà al matí vam reservar Michael. És fantàstic per a l'espectacle". Michael Cuesta es va convertir en director habitual durant la temporada 2002 de Six Feet Under i va dirigir cinc episodis de la sèrie, inclosa l'estrena de la quarta temporada, "Falling into Place".
A més de Six Feet Under i LIE , Cuesta també ha dirigit la pel·lícula  12 and Holding , que es va estrenar al Festival Internacional de Cinema de Toronto el 2005. i va ser estrenada per IFC Films en sales l'any 2006. Altres projectes inclouen una adaptació de la novel·la,  The Miracle Life of Edgar Mint.
El 2006 Cuesta va dirigir l'episodi pilot de la sèrie Showtime,  Dexter . El programa el va reunir amb l'antiga estrella de Six Feet Under Michael C. Hall en el paper principal, Dexter Morgan. Cuesta es va unir al personal de producció per a la primera temporada i també va dirigir més episodis, inclòs el final de temporada. Va deixar la tripulació al final de la primera temporada.
També va dirigir el final de la segona temporada de la sèrie d'HBO True Blood, que va ser creada i produïda per Alan Ball, creador i director d'espectacles de Six Feet Under
Cuesta hauria estat productor executiu de Babylon Fields, una sèrie de televisió de la CBS sobre zombis proposada per a la temporada 2007-2008. El programa no es va dur a terme. El 2013 NBC va adqurir els drets de Babylon Fields, i va escollir Michael Cuesta com a director per la seva familiaritat amb el pilot anterior. El 2014 es va rodar un pilot, però el projecte no va quatllar.
Cuesta va dirigir i produir executiu l'episodi pilot del drama de la CBS Blue Bloods el 2010. La sèrie fou creada per Robin Green i Mitchell Burgess i se centra en una família d'agents de policia de Nova York. Va tornar per dirigir el vuitè episodi de la primera temporada, "Chinatown".
Fou nominat al Premi Emmy a la millor direcció d'una sèrie dramàtica per dirigir l'episodi pilot de Homeland.
El 2011 va dirigir la pel·lícula Roadie protagonitzda per Ron Eldard com un home que torna a casa a Queens, NY després de vint anys a la carretera amb Blue Öyster Cult. Coescrita amb el seu germà Gerald Cuesta i amb papers secundaris de Jill Hennessy, Bobby Cannavale, Lois Smith i David Margulies, la pel·lícula es va projectar al Festival de Cinema de Stony Brook, al Festival Internacional de Cinema de Vancouver i al Festival de Cinema d'Austin de 2011. Fou llançada per Magnolia Pictures el 6 de gener de 2012.
El febrer de 2013, Cuesta fou cridat per dirigir la pel·lícula Kill the Messenger amb data d'estrena 2014, Jeremy Renner comandarà la pel·lícula. El rodatge va començar l'estiu de 2013 a Atlanta. El gener de 2015 va ser nomenat director de l'episodi pilot de la sèrie de terror de drama de Fox Television Studios Frankenstein, based on Mary Shelley's novel Frankenstein.

## Filmografia

### Cinema
- L.I.E. (2001)
- 12 and Holding (2005)
- Tell-Tale (2009)
- Roadie (2011)
- Matar el missatger (2014)
- American Assassin (2017)

### Televisió

#### Productor
| Any     | Sèrie          | Rol                  | Notes         |
| ------- | -------------- | -------------------- | ------------- |
| 2006    | Dexter         | coproductor executiu | Temporada 1   |
| 2007    | Babylon Fields | productor executiu   | Pilot només   |
| 2008    | The Oaks       | productor executiu   | Pilot només   |
| 2010    | Blue Bloods    | productor executiu   | Pilot només   |
| 2011-12 | Homeland       | productor executiu   | Temporada 1-2 |
| 2016    | Second Chance  | productor executiu   | Pilot només   |
| 2019    | City on a Hill | productor executiu   | Pilot només   |

#### Director
| Any  | Sèrie          | Temporada | Títol episodi                              | Episodi | Data original          | Notes              |
| ---- | -------------- | --------- | ------------------------------------------ | ------- | ---------------------- | ------------------ |
| 2002 | Six Feet Under | 2         | "Driving Mr. Mossback"                     | 4       | 24 de març de 2002     |                    |
| 2002 | Six Feet Under | 2         | "Someone Else's Eyes"                      | 9       | 28 d’abril de 2002     |                    |
| 2003 | Six Feet Under | 3         | "You Never Know"                           | 2       | 9 de març de 2003      |                    |
| 2004 | Six Feet Under | 4         | "Falling Into Place"                       | 1       | 13 de juny de 2004     |                    |
| 2005 | Six Feet Under | 5         | "Static"                                   | 11      | 14 d’agost de 2005     |                    |
| 2006 | Dexter         | 1         | "Dexter"                                   | 1       | 1 d’octubre de 2006    | Episodi pilot      |
| 2006 | Dexter         | 1         | "Crocodile"                                | 2       | 8 d'octubre de 2006    |                    |
| 2006 | Dexter         | 1         | "Popping Cherry"                           | 3       | 15 d'octubre de 2006   |                    |
| 2006 | Dexter         | 1         | "Seeing Red"                               | 10      | 3 de desembre de 2006  |                    |
| 2006 | Dexter         | 1         | "Born Free"                                | 12      | 17 de desembre de 2006 | Final de temporada |
| 2007 | Babylon Fields | 1         | "Pilot" (CBS)                              | 1       | No emès                |                    |
| 2008 | The Oaks       | 1         | "Amelia"                                   | 1       | octubre de 2008        | Episodi pilot      |
| 2009 | True Blood     | 2         | "Beyond Here Lies Nothin'                  | 12      | 13 de setembre de 2009 | Final de temporada |
| 2010 | Blue Bloods    | 1         | "Pilot"                                    | 1       | 24 de setembre de 2010 | Episodi pilot      |
| 2010 | Blue Bloods    | 1         | "Chinatown"                                | 8       | 12 de novembre de 2010 |                    |
| 2011 | Homeland       | 1         | "Pilot"                                    | 1       | 2 d’octubre de 2011    | Episodi pilot      |
| 2011 | Homeland       | 1         | "Grace"                                    | 2       | 9 d’octubre de 2011    |                    |
| 2011 | Homeland       | 1         | "The Weekend"                              | 7       | 13 de novembre de 2011 |                    |
| 2011 | Homeland       | 1         | "Marine One"                               | 12      | 18 de desembre de 2011 | Final de temporada |
| 2012 | Elementary     | 1         | "Pilot"                                    | 1       | 27 de setembre de 2012 | Episodi pilot      |
| 2012 | Homeland       | 2         | "The Smile"                                | 1       | 30 de setembre de 2012 |                    |
| 2012 | Homeland       | 2         | "Beirut Is Back"                           | 2       | 7 d’octubre de 2012    |                    |
| 2012 | Homeland       | 2         | "I’ll Fly Away"                            | 8       | 18 de novembre de 2012 |                    |
| 2012 | Homeland       | 2         | "The Choice"                               | 12      | 16 de desembre de 2012 | Final de temporada |
| 2020 | Homeland       | 8         | "The English Teacher"                      | 11      | Final de la sèrie      |                    |
| 2014 | Babylon Fields | 1         | "Pilot" (NBC)                              | 1       | No emès                |                    |
| 2016 | Second Chance  | 1         | "A Suitable Donor"                         | 1       | 13 de gener de 2016    | Episodi pilot      |
| 2016 | Billions       | 1         | "The Conversation"                         | 13      | 10 d’abril de 2016     |                    |
| 2019 | City on a Hill | 1         | "The Night Flynn Sent the Cops on the Ice" | 1       | 30 de juny de 2019     | Episodi pilot      |
| 2021 | Dopesick       | 1         | "The 5th Vital Sign"                       | 3       | 13 d’octubre de 2021   |                    |
| 2021 | Dopesick       | 1         | "Pseudo-Addiction"                         | 4       | 20 d’octubre de 2021   |                    |
| 2022 | Promised Land  | 1         | "A Place Called Heritage"                  | 1       | 24 de gener de 2022    | Episodi pilot      |